# Habo Kirke
Habo Kirke (svensk: Habo kyrka) er en kirkebygning i Habo, Skara stift i Jönköpings län i Sverige. Den er sognekirke for Habo församling. Kirken plejer at kaldes for "Trækatedralen ved Vättern". "Habo Gamle Kirke" er et lokalt kælenavn der ikke er officielt. 

## Kirkebygningen
Kirken er en trækirke, der fik sit nuværende udseende 1723. Kirkens arkitektur påminder om en katedrals, men er opført udelukkende i træ. Den har formen som en basilika, med et højt midterskib og to lavere sideskibe. Kirken blev malet 1741–43 af to malere fra Jönköping, Johan Kinnerus og Johan Christian Peterson. Malerierne illustrerer Luthers katekismus' sammendrag af den kristne lære.